# Federació Unida de Planetes
La Federació Unida de Planetes, coneguda també com la FPU o senzillament la Federació, és un Estat interplanetari fictici de l'univers de Star Trek fundat el 2161 per les espècies humana, vulcaniana, andoriana i tellarita. Va ser introduïda a la sèrie de televisió Star Trek. La supervivència, l'èxit i el creixement de la Federació i els seus principis de llibertat s'han convertit en alguns dels temes centrals de la franquícia Star Trek.

## Desenvolupament
A principis de la primera temporada de Star Trek, el capità Kirk havia dit que l'autoritat de lEnterprise provenia de l'Agència Unida de Sondes Espacials Terrestres. Les bases visitades a la sèrie s'anomenaven "Posicions avançades de la Terra". L'agost de 1966, Gene L. Coon va ser contractat per Gene Roddenberry com a guionista de Star Trek. L'actor William Shatner atribueix a Coon la injecció dels conceptes de Flota Estel·lar, el Comandament de la Flota Estel·lar i la Federació Unida de Planetes a la sèrie. Una de les primeres reproduccions televisives a les quals es va atribuir Coon va ser "El conflicte final", on es fa referència a un ambaixador de l'«Enterprise» com a funcionari de la Federació. Finalment, la sèrie es va convertir en una al·legoria dels esdeveniments actuals de la contracultura dels anys seixanta, posant gran èmfasi en un missatge antibel·licista i representant la Federació Unida de Planetes, una vasta aliança interestel·lar fundada en els principis il·lustrats de llibertat, igualtat, justícia, progrés i coexistència pacífica, com una versió idealista de les Nacions Unides.

## Recepció
La visió optimista del futur present a la Federació s'ha destacat com a única entre la majoria de ciència-ficció, mostrant com "evolucionat" i "civilitzat" podria ser el futur. S'ha descrit, juntament amb la sèrie en conjunt, com un vehicle per explorar què significa ser humà, així com explorar els esforços de la humanitat per construir una societat millor. Altres escriptors han assenyalat que la Federació de Star Trek té les mateixes dificultats logístiques i filosòfiques d'altres esquemes econòmics i polítics utòpics que la fan semblar poc realista. Tanmateix, Star Trek ha plantejat aquesta idea que el treball de servei coercitiu és necessari per a la seva societat utòpica a "La mesura humana", on el capità Jean-Luc Picard defensa amb èxit el dret de Data a dimitir de la Flota Estel·lar en un judici de la seva consciència, que estén el dret a no treballar als robots juntament amb tots els altres éssers sensibles després de l'any 42523.7 de l'univers (2365 dC.).
El 2020, Screen Rant va destacar l'episodi de Star Trek: la nova generació "primer contacte" per explorar la Federació Unida de Planetes i com de vegades té dificultats amb el contacte amb els extraterrestres.

## Representació dins l'univers
Com moltes coses a Star Trek, els episodis i les pel·lícules poden fer referència a entitats o lleis dins de la Federació, però els espectadors mai no tenen una visió àmplia del seu funcionament intern. Molts termes contemporanis s'assignen a la Federació, però els paral·lelismes amb els òrgans governamentals actuals i els seus rols i responsabilitats són pura especulació per part dels fans i els crítics.
A la cronologia de Star Trek, la Federació va ser fundada l'any 2161, després dels esdeveniments de Star Trek: Enterprise però abans dels de les altres sèries de la franquícia. Els seus membres fundadors van ser La Terra, Vulcà, Andoria i Tellar. Amb el temps s'ha expandit per incloure molts més mons a través de l'associació voluntària pacífica. Alguns dels més destacats inclouen Trill, Betazed i Bolarus IX. Les referències a la mida de la Federació varien, el Capità Kirk va afirmar el 2267 que la humanitat estava en "mil planetes i s'estenia", mentre que el Capità Picard es referia a la Federació (el 2373) com a formada per "més de cent cinquanta" planetes, repartits al llarg de 8.000 anys llum. La Federació és una potència galàctica important, i en diverses ocasions ha estat en guerra amb altres potències com els klíngons, els romulans i el Domini. La força espacial de la Federació s'anomena Flota Estel·lar, i, tot i que la major part de Star Trek representa l'exploració pacífica de la galàxia, la Flota Estel·lar també és capaç d'un poder militar considerable. La Secció 31 és una agència d'espionatge paramilitar, descrita per l'escriptor Ira Steven Behr com "...fent les coses desagradables en què ningú vol pensar".
La Federació es representa com una república democràtica, dirigida per un President amb seu a París a la Terra. Els poders presidencials inclouen emetre indults i declarar estats d'emergència. Aquest president rep el suport d'un govern. La Federació també té un tribunal suprem i una legislatura, el Consell de la Federació, amb delegats dels seus diversos mons membres. Una constitució i una carta han estat considerades documents fundacionals de la Federació.
Es mostra que diversos planetes desitgen ser membres de la Federació. Unir-se a la Federació és un procés complicat i requereix complir diversos criteris. Els criteris de desqualificació inclouen la discriminació basada en la casta i les violacions dels drets dels éssers sensibles. No es requereix un govern únic i unificat per a l'admissió, però és desitjable. La majoria del personal de la Flota Estel·lar són ciutadans de la Federació. Els no ciutadans poden unir-se a la Flota Estel·lar, però el procés és més difícil, com passa amb totes les races que no són de la Federació.
La contrapart de la Federació a l'Univers Mirall és l'Imperi Terrà, un estat autoritari dominat pels humans que ha format un imperi mitjançant la conquesta.

## Futur de la Federació
A l'episodi "Calypso" de Short Treks, que té lloc en un moment desconegut en un futur llunyà, el personatge de Craft es refereix als "V'draysh". Es diu poca cosa sobre els V'draysh, excepte que estan en guerra amb Alcor IV, i que el poble V'draysh està buscant artefactes de la història humana antiga. L'escriptor d'aquest episodi, Michael Chabon, va declarar que el nom "V'draysh" pretén ser una síncope per a la paraula "Federació".
En l'ambientació del segle XXXII de la tercera temporada de Star Trek: Discovery, la Federació havia patit un col·lapse gairebé total precipitat per "La Cremada", un desastre a tota la galàxia. Això va reduir la Federació d'un màxim de 350 mons a només 38, excloent notablement tant la Terra com Ni'Var (anteriorment conegut com a Vulcà). Durant la quarta temporada, la Federació està en procés de reconstrucció; l'Acadèmia de la Flota Estel·lar es reobre, es posen en marxa noves instal·lacions de construcció naval i molts antics mons membres com Trill, Ni'Var i la Terra es reincorporen.